# Duża Kępina
Duża Kępina (też: Kępina, kaszb. Wielgô Kãpina lub też Wieldżé Kãpinë, Kãpina, Dużé Kąpino, niem. Groß Kempin) – kolonia kaszubska w Polsce położona w województwie pomorskim, w powiecie chojnickim, w gminie Konarzyny nad Chociną.
W latach 1975–1998 miejscowość administracyjnie należała do województwa słupskiego.